# 보성 죽곡정사
보성 죽곡정사(寶城 竹谷精舍)는 대한민국 전라남도 보성군 복내면 진봉리에 있는 일제강점기의 건축물이다. 2015년 12월 24일 전라남도의 문화재자료 제279호로 지정되었다.

## 개요
보성 죽곡정사는 정면 3칸의 팔작지붕 건조물로 회봉 안규용(晦峰 安圭容, 1873~1959)이 운영한 근대기의 향촌 서당으로 조성된 문화공간이다. 가구 구성 결구가 견실하고 전통성을 유지하고 있으며 강학활동 공간으로서도 의미가 있다. 근대기 서당 정사로서 문화재자료로 지정 보존할 가치가 있다.

## 참고 자료
- 보성 죽곡정사 - 국가유산청 국가유산포털